# 3062 Wren
3062 Wren este un asteroid din centura principală, descoperit pe 14 decembrie 1982 de Edward Bowell.